# Michel Le Peletier (évêque)
Pour les autres membres de la famille, voir Famille Le Peletier.
Michel Le Peletier (4 août 1661 à Paris - 9 août 1706) est un prélat français, évêque d'Angers puis évêque d'Orléans de 1692 à 1706.

## Biographie
Michel Le Peletier, né en août 1661 à Paris, est le fils aîné de Claude Le Peletier et de Marguerite Fleuriau. Il est donc le neveu de Michel Le Peletier de Souzy. Destiné à l'Église, il reçoit en commende, dès 1678, l'abbaye Saint-Vincent de Metz qu'il échange ensuite contre l'abbaye Notre-Dame de Jouy près de Provins où il est mentionné en 1682. C'est là qu'il est ordonné.
Il est nommé par le roi Louis XIV, grâce à l'intervention de son père, évêque d'Angers le 15 octobre 1692 et consacré le 16 novembre suivant par Charles-Maurice Le Tellier archevêque de Reims. Il démissionne de son évêché le 7 juin 1706 afin d'être transféré dans le diocèse d'Orléans selon la volonté du Roi, mais il meurt le 9 août suivant à la suite d'une intervention chirurgicale, en pleine force de l'âge. Il est inhumé dans la chapelle familiale de l'église de Saint-Gervais de Paris